# Fireball (single van Pitbull & John Ryan)
Fireball is een nummer van de Amerikaanse rapper Pitbull en de Amerikaanse zanger John Ryan uit 2014. De single werd op 21 juli 2014 uitgebracht. De single bereikte de eerste plaats in zowel de Nederlandse Single Top 100 als in de Nederlandse Top 40.

## Hitnoteringen

### Nederlandse Top 40
| Hitnotering: 09-08-2014 t/m 17-01-2015 | Hitnotering: 09-08-2014 t/m 17-01-2015 | Hitnotering: 09-08-2014 t/m 17-01-2015 | Hitnotering: 09-08-2014 t/m 17-01-2015 | Hitnotering: 09-08-2014 t/m 17-01-2015 | Hitnotering: 09-08-2014 t/m 17-01-2015 | Hitnotering: 09-08-2014 t/m 17-01-2015 | Hitnotering: 09-08-2014 t/m 17-01-2015 | Hitnotering: 09-08-2014 t/m 17-01-2015 | Hitnotering: 09-08-2014 t/m 17-01-2015 | Hitnotering: 09-08-2014 t/m 17-01-2015 | Hitnotering: 09-08-2014 t/m 17-01-2015 | Hitnotering: 09-08-2014 t/m 17-01-2015 | Hitnotering: 09-08-2014 t/m 17-01-2015 | Hitnotering: 09-08-2014 t/m 17-01-2015 | Hitnotering: 09-08-2014 t/m 17-01-2015 | Hitnotering: 09-08-2014 t/m 17-01-2015 | Hitnotering: 09-08-2014 t/m 17-01-2015 | Hitnotering: 09-08-2014 t/m 17-01-2015 | Hitnotering: 09-08-2014 t/m 17-01-2015 | Hitnotering: 09-08-2014 t/m 17-01-2015 | Hitnotering: 09-08-2014 t/m 17-01-2015 | Hitnotering: 09-08-2014 t/m 17-01-2015 | Hitnotering: 09-08-2014 t/m 17-01-2015 | Hitnotering: 09-08-2014 t/m 17-01-2015 |
| Week:                                  | 1                                      | 2                                      | 3                                      | 4                                      | 5                                      | 6                                      | 7                                      | 8                                      | 9                                      | 10                                     | 11                                     | 12                                     | 13                                     | 14                                     | 15                                     | 16                                     | 17                                     | 18                                     | 19                                     | 20                                     | 21                                     | 22                                     | 23                                     |                                        |
| -------------------------------------- | -------------------------------------- | -------------------------------------- | -------------------------------------- | -------------------------------------- | -------------------------------------- | -------------------------------------- | -------------------------------------- | -------------------------------------- | -------------------------------------- | -------------------------------------- | -------------------------------------- | -------------------------------------- | -------------------------------------- | -------------------------------------- | -------------------------------------- | -------------------------------------- | -------------------------------------- | -------------------------------------- | -------------------------------------- | -------------------------------------- | -------------------------------------- | -------------------------------------- | -------------------------------------- | -------------------------------------- |
| Positie:                               | 31                                     | 13                                     | 9                                      | 4                                      | 1                                      | 1                                      | 1                                      | 1                                      | 2                                      | 2                                      | 3                                      | 6                                      | 6                                      | 8                                      | 10                                     | 12                                     | 19                                     | 21                                     | 27                                     | 34                                     | 37                                     | 38                                     | 40                                     | uit                                    |

### NederlandseSingle Top 100
| Hitnotering: 02-08-2014 t/m 21-03-2015 | Hitnotering: 02-08-2014 t/m 21-03-2015 | Hitnotering: 02-08-2014 t/m 21-03-2015 | Hitnotering: 02-08-2014 t/m 21-03-2015 | Hitnotering: 02-08-2014 t/m 21-03-2015 | Hitnotering: 02-08-2014 t/m 21-03-2015 | Hitnotering: 02-08-2014 t/m 21-03-2015 | Hitnotering: 02-08-2014 t/m 21-03-2015 | Hitnotering: 02-08-2014 t/m 21-03-2015 | Hitnotering: 02-08-2014 t/m 21-03-2015 | Hitnotering: 02-08-2014 t/m 21-03-2015 | Hitnotering: 02-08-2014 t/m 21-03-2015 | Hitnotering: 02-08-2014 t/m 21-03-2015 | Hitnotering: 02-08-2014 t/m 21-03-2015 | Hitnotering: 02-08-2014 t/m 21-03-2015 | Hitnotering: 02-08-2014 t/m 21-03-2015 | Hitnotering: 02-08-2014 t/m 21-03-2015 | Hitnotering: 02-08-2014 t/m 21-03-2015 | Hitnotering: 02-08-2014 t/m 21-03-2015 |
| Week:                                  | 1                                      | 2                                      | 3                                      | 4                                      | 5                                      | 6                                      | 7                                      | 8                                      | 9                                      | 10                                     | 11                                     | 12                                     | 13                                     | 14                                     | 15                                     | 16                                     | 17                                     | 18                                     |
| -------------------------------------- | -------------------------------------- | -------------------------------------- | -------------------------------------- | -------------------------------------- | -------------------------------------- | -------------------------------------- | -------------------------------------- | -------------------------------------- | -------------------------------------- | -------------------------------------- | -------------------------------------- | -------------------------------------- | -------------------------------------- | -------------------------------------- | -------------------------------------- | -------------------------------------- | -------------------------------------- | -------------------------------------- |
| Positie:                               | 54                                     | 15                                     | 9                                      | 5                                      | 3                                      | 1                                      | 1                                      | 1                                      | 1                                      | 1                                      | 4                                      | 3                                      | 3                                      | 5                                      | 7                                      | 9                                      | 15                                     | 20                                     |
| Week:                                  | 19                                     | 20                                     | 21                                     | 22                                     | 23                                     | 24                                     | 25                                     | 26                                     | 27                                     | 28                                     | 29                                     | 30                                     | 31                                     | 32                                     | 33                                     | 34                                     | 35                                     |                                        |
| Positie:                               | 19                                     | 24                                     | 33                                     | 31                                     | 28                                     | 34                                     | 38                                     | 40                                     | 44                                     | 50                                     | 57                                     | 64                                     | 69                                     | 74                                     | 88                                     | 92                                     | uit                                    |                                        |

### VlaamseUltratop 50
| Hitnotering (week 1 t/m 19): 16-08-2014 t/m 20-12-2014 Hitnotering (week 20): 03-01-2015 | Hitnotering (week 1 t/m 19): 16-08-2014 t/m 20-12-2014 Hitnotering (week 20): 03-01-2015 | Hitnotering (week 1 t/m 19): 16-08-2014 t/m 20-12-2014 Hitnotering (week 20): 03-01-2015 | Hitnotering (week 1 t/m 19): 16-08-2014 t/m 20-12-2014 Hitnotering (week 20): 03-01-2015 | Hitnotering (week 1 t/m 19): 16-08-2014 t/m 20-12-2014 Hitnotering (week 20): 03-01-2015 | Hitnotering (week 1 t/m 19): 16-08-2014 t/m 20-12-2014 Hitnotering (week 20): 03-01-2015 | Hitnotering (week 1 t/m 19): 16-08-2014 t/m 20-12-2014 Hitnotering (week 20): 03-01-2015 | Hitnotering (week 1 t/m 19): 16-08-2014 t/m 20-12-2014 Hitnotering (week 20): 03-01-2015 | Hitnotering (week 1 t/m 19): 16-08-2014 t/m 20-12-2014 Hitnotering (week 20): 03-01-2015 | Hitnotering (week 1 t/m 19): 16-08-2014 t/m 20-12-2014 Hitnotering (week 20): 03-01-2015 | Hitnotering (week 1 t/m 19): 16-08-2014 t/m 20-12-2014 Hitnotering (week 20): 03-01-2015 | Hitnotering (week 1 t/m 19): 16-08-2014 t/m 20-12-2014 Hitnotering (week 20): 03-01-2015 | Hitnotering (week 1 t/m 19): 16-08-2014 t/m 20-12-2014 Hitnotering (week 20): 03-01-2015 | Hitnotering (week 1 t/m 19): 16-08-2014 t/m 20-12-2014 Hitnotering (week 20): 03-01-2015 | Hitnotering (week 1 t/m 19): 16-08-2014 t/m 20-12-2014 Hitnotering (week 20): 03-01-2015 | Hitnotering (week 1 t/m 19): 16-08-2014 t/m 20-12-2014 Hitnotering (week 20): 03-01-2015 | Hitnotering (week 1 t/m 19): 16-08-2014 t/m 20-12-2014 Hitnotering (week 20): 03-01-2015 | Hitnotering (week 1 t/m 19): 16-08-2014 t/m 20-12-2014 Hitnotering (week 20): 03-01-2015 | Hitnotering (week 1 t/m 19): 16-08-2014 t/m 20-12-2014 Hitnotering (week 20): 03-01-2015 | Hitnotering (week 1 t/m 19): 16-08-2014 t/m 20-12-2014 Hitnotering (week 20): 03-01-2015 | Hitnotering (week 1 t/m 19): 16-08-2014 t/m 20-12-2014 Hitnotering (week 20): 03-01-2015 | Hitnotering (week 1 t/m 19): 16-08-2014 t/m 20-12-2014 Hitnotering (week 20): 03-01-2015 | Hitnotering (week 1 t/m 19): 16-08-2014 t/m 20-12-2014 Hitnotering (week 20): 03-01-2015 |
| Week:                                                                                    | 1                                                                                        | 2                                                                                        | 3                                                                                        | 4                                                                                        | 5                                                                                        | 6                                                                                        | 7                                                                                        | 8                                                                                        | 9                                                                                        | 10                                                                                       | 11                                                                                       | 12                                                                                       | 13                                                                                       | 14                                                                                       | 15                                                                                       | 16                                                                                       | 17                                                                                       | 18                                                                                       | 19                                                                                       |                                                                                          | 20                                                                                       |                                                                                          |
| ---------------------------------------------------------------------------------------- | ---------------------------------------------------------------------------------------- | ---------------------------------------------------------------------------------------- | ---------------------------------------------------------------------------------------- | ---------------------------------------------------------------------------------------- | ---------------------------------------------------------------------------------------- | ---------------------------------------------------------------------------------------- | ---------------------------------------------------------------------------------------- | ---------------------------------------------------------------------------------------- | ---------------------------------------------------------------------------------------- | ---------------------------------------------------------------------------------------- | ---------------------------------------------------------------------------------------- | ---------------------------------------------------------------------------------------- | ---------------------------------------------------------------------------------------- | ---------------------------------------------------------------------------------------- | ---------------------------------------------------------------------------------------- | ---------------------------------------------------------------------------------------- | ---------------------------------------------------------------------------------------- | ---------------------------------------------------------------------------------------- | ---------------------------------------------------------------------------------------- | ---------------------------------------------------------------------------------------- | ---------------------------------------------------------------------------------------- | ---------------------------------------------------------------------------------------- |
| Positie:                                                                                 | 40                                                                                       | 22                                                                                       | 15                                                                                       | 11                                                                                       | 5                                                                                        | 5                                                                                        | 7                                                                                        | 10                                                                                       | 10                                                                                       | 12                                                                                       | 16                                                                                       | 16                                                                                       | 18                                                                                       | 32                                                                                       | 29                                                                                       | 31                                                                                       | 24                                                                                       | 42                                                                                       | 49                                                                                       | uit                                                                                      | 49                                                                                       | uit                                                                                      |

### VlaamseRadio 2 Top 30
| Hitnotering: 16-08-2014 t/m 08-11-2014 | Hitnotering: 16-08-2014 t/m 08-11-2014 | Hitnotering: 16-08-2014 t/m 08-11-2014 | Hitnotering: 16-08-2014 t/m 08-11-2014 | Hitnotering: 16-08-2014 t/m 08-11-2014 | Hitnotering: 16-08-2014 t/m 08-11-2014 | Hitnotering: 16-08-2014 t/m 08-11-2014 | Hitnotering: 16-08-2014 t/m 08-11-2014 | Hitnotering: 16-08-2014 t/m 08-11-2014 | Hitnotering: 16-08-2014 t/m 08-11-2014 | Hitnotering: 16-08-2014 t/m 08-11-2014 | Hitnotering: 16-08-2014 t/m 08-11-2014 | Hitnotering: 16-08-2014 t/m 08-11-2014 | Hitnotering: 16-08-2014 t/m 08-11-2014 |
| Week:                                  | 1                                      | 2                                      | 3                                      | 4                                      | 5                                      | 6                                      | 7                                      | 8                                      | 9                                      | 10                                     | 11                                     | 12                                     |                                        |
| -------------------------------------- | -------------------------------------- | -------------------------------------- | -------------------------------------- | -------------------------------------- | -------------------------------------- | -------------------------------------- | -------------------------------------- | -------------------------------------- | -------------------------------------- | -------------------------------------- | -------------------------------------- | -------------------------------------- | -------------------------------------- |
| Positie:                               | 28                                     | 24                                     | 19                                     | 4                                      | 3                                      | 4                                      | 8                                      | 9                                      | 10                                     | 14                                     | 15                                     | 23                                     | uit                                    |

## Trivia
- De Nederlandse darter Maikel Verberk gebruikt het nummer als opkomstmuziek.[1]